# ساوثهامبتون تيست (دائرة انتخابية في المملكة المتحدة)
ساوثهامبتون تيست (بالإنجليزية: Southampton, Test)‏ هي إحدى الدوائر الانتخابية في المملكة المتحدة الممثلة في مجلس العموم في برلمان المملكة المتحدة.
عضو البرلمان الذي يمثلها حالياً هو :Dr Alan Whitehead (Lab).